# 7705 Humeln
7705 Humeln este un asteroid din centura principală de asteroizi.

## Descriere
7705 Humeln este un asteroid din centura principală de asteroizi. A fost descoperit pe 17 martie 1993 la Observatorul La Silla în cadrul programului UESAC. El prezintă o orbită caracterizată de o semiaxă mare de 2,38 ua, o excentricitate de 0,23 și o înclinație de 3,4° în raport cu ecliptica.